# Alcabideche
Alcabideche es una freguesia portuguesa del municipio de Cascaes, con 39,76 km² de superficie y 31.801 habitantes (2001). Su densidad de población es de 799,7 hab/km².
Alca bide eche: Alca:  ? / bide=camino / eche= casa